# À cinq heures de l'après-midi
Pour plus de détails, voir Fiche technique et Distribution.
À cinq heures de l'après-midi (en persan : پنج عصر, Pandj-é asr) est un film dramatique franco-iranien réalisé par Samira Makhmalbaf, sorti en 2003. Il a remporté le prix du jury du Festival de Cannes en 2003.
C'est une coproduction internationale de la compagnie iranienne Makhmalbaf Productions et des compagnies françaises Bac Films et Wild Bunch.

## Synopsis
Après la chute du régime taliban en Afghanistan, Noqreh, une jeune femme, tente de profiter de cette nouvelle liberté pour s'épanouir socialement. Contre la volonté de son vieux père, elle fréquente en cachette une école de filles. Un jour, la question est posée par l'enseignante : que voulez-vous faire plus tard ?, plusieurs options sont évoquées dont, par boutade, Présidente de la République ! Nogreh choisit cette proposition.

## Fiche technique
- Titre : À cinq heures de l'après-midi
- Titre original : Panj-e asr
- Réalisation : Samira Makhmalbaf
- Scénario : Mohsen Makhmalbaf et Samira Makhmalbaf
- Production : Siamak Alagheband et Mohsen Makhmalbaf
- Musique : Mohammad Reza Darvishi
- Photographie : Samira Makhmalbaf et Ebrahim Ghafori
- Montage : Mohsen Makhmalbaf
- Pays d'origine :  Iran /  France
- Format : couleurs - Mono
- Genre : drame
- Durée : 105 minutes
- Dates de sortie :
  -  France : 16 mai 2003 (Festival de Cannes) / 20 août 2003 (sortie nationale)
  -  Danemark : 17 août 2003 (Festival international du film de Copenhague)

## Distribution
- Agheleh Rezaie : Noqreh
- Abdolgani Yousefrazi : le père
- Razi Mohebi : le poète
- Marzieh Amiri : Leylomah